# Bittacus discors
Bittacus discors är en näbbsländeart som beskrevs av Navás 1914. Bittacus discors ingår i släktet Bittacus och familjen styltsländor. Inga underarter finns listade i Catalogue of Life.